# August Knop

August Knop

August Alfred Heinrich Knop (* 25. September 1903 in Boffzen an der Weser; † 28. März 1994 in Bad Wörishofen) war ein deutscher Politiker (NSDAP).

## Leben und Wirken
Nach dem Schulbesuch verdiente August Knop seinen Lebensunterhalt als Ingenieur. Zum 28. Mai 1925 trat er in die NSDAP ein (Mitgliedsnummer 6.387), in der sich auch seine Brüder Walter Knop und Wilhelm Knop betätigten. 1926 wurde er Ortsgruppenleiter, 1929 NSDAP-Kreisleiter und ab 9. Mai 1931 auch NSDAP-Kreisleiter in Hannover.
Im Jahr 1933 wurde Knop Mitglied des Landtages von Braunschweig. Von 1934 bis 1942 amtierte er als Landrat des Kreises Holzminden. 1941 wurde er zum Stellvertreter des Gauleiters in Süd-Hannover-Braunschweig ernannt. 1942 zog Knop im Nachrückverfahren für Hanns Kerrl in den nationalsozialistischen Reichstag ein, dem er bis zum Ende der NS-Herrschaft im Frühjahr 1945 angehörte.